# James Luceno
James Luceno   (Estats Units d'Amèrica, 1947) és un escriptor estatunidenc, que apareix a la llista de bestsellers del New York Times, conegut per les seves novel·les i llibres de referència relacionats amb la franquícia Star Wars i el seu univers expandit, i per les novel·litzacions (treballant amb Brian Daley sota el pseudònim compartit Jack McKinney) de la sèrie d'animació Robotech. Luceno també és l'autor de diverses novel·les originals juntament amb novel·litzacions cinematogràfiques i altres productes de franquícies. També ha escrit per a sèries de dibuixos animats de televisió.

## Star Wars
En l'univers de la Guerra de les galàxies ha escrit tres novel·les Star Wars: The New Jedi Order: Agents of Chaos: Hero's Trial, Agents of Chaos: Jedi Eclipse, i The Unifying Force. També va escriure The Visual Dictionary of Star Wars, Episode III – Revenge of the Sith i l'ebook Darth Maul: Saboteur (aquest llibre electrònic era efectivament un pròleg de la novel·la de la trilogia preqüela, situada cronològicament just abans d'Star Wars Episode I: The Phantom Menace, dita Cloak of Deception). Dues de les seves últimes novel·les dins de l'univers expandit d'Star Wars foren Labyrinth of Evil i Dark Lord: The Rise of Darth Vader. També va escriure una novel·la en què es detallava la història del Falcó Mil·lenari.
En una entrevista amb la revista Star Wars Insider, Luceno va dir que li agradaria escriure una futura novel·la que tractés sobre la recerca de la immortalitat que tant Qui-Gon Jinn com Darth Plagueis van emprendre per separat. No obstant, en un xou d'entrevistes el febrer de 2007, va indicar que actualment la novel·la es trobava en espera a causa dels problemes amb la continuïtat de l'univers expandit d'Star Wars. La novel·la va ser cancel·lada i substituïda per una novel·la de Darth Bane. Malgrat tot, la novel·la de Plagueis va tornar a ser viable el 2009, i Star Wars: Darth Plagueis va ser publicada el gener de 2012.
La novel·la de Luceno de 2014 Star Wars: Tarkin va ser una de les quatre primeres novel·les publicades en la franquícia després que Lucasfilm va redefinir la continuïtat d'Star Wars l'abril de 2014. La seva novel·la Catalyst: A Rogue One Story seria publicada el novembre de 2016.

## Altres treballs
Luceno va escriure el 1980 Headhunters, que tractava sobre l'aventura de tres nord-americans a l'Amèrica del Sud; un lloc pel qual el mateix Luceno havia viatjat molt. També va ser autor de A Fearful Symmetry, Rainchaser, Rock Bottom, i The Big Empty el 1993. Luceno va escriure les adaptacions de les pel·lícules The Shadow i La màscara del Zorro. Per a The Young Indiana Jones Chronicles Luceno va escriure el 1992 The Mata Hari Affair. Ell també treballa intermitentment en una autobiografia.
És també l'autor de la sèrie Web Warrior i el coautor de les populars novel·litzacions de la sèrie Robotech juntament amb el seu íntim amic Brian Daley. La parella treballa sota el pseudònim de Jack McKinney. Luceno li va escriure un text d'homenatge a Daley que va ser publicat al lloc web de Daley juntament amb fotos de tots dos. Daley i Luceno també van formar part d'un equip de guonistes que treballava en la sèrie de dibuixos animats de 1986 Els Guardians de la Galàxia, creada per Robert Mandell. Luceno en solitari també va escriure dos episodis per a la sèrie de dibuixos animats de 1995 Starla i les amazones de les joies, també de Mandell.